# Gustav von der Osten
Gustav von der Osten (auch: Gustav Heinrich v.d. Osten; geboren 19. April 1866 in Misselwarden; gestorben 9. November 1923 in Hannover) war ein deutscher Historiker, Lehrer, Gymnasialdirektor und Heimatforscher.

## Leben

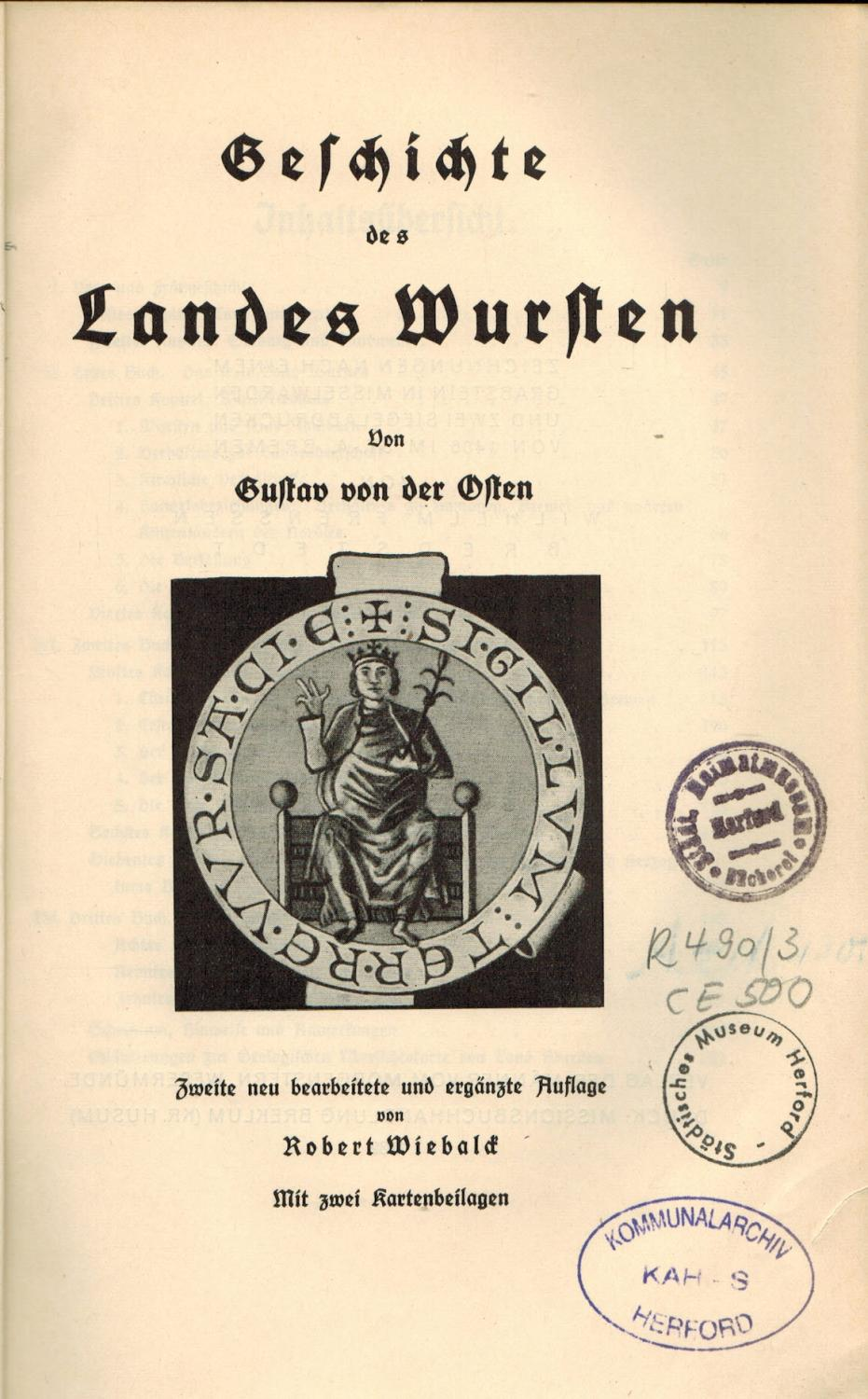
Titelblatt der zweiten Auflage zur Geschichte des Landes Wursten

Der im Land Wursten geborene Gustav von der Osten besuchte das Domgymnasium Verden, das er 1885 mit dem Abitur verließ. Anschließend studierte er die Fächer Geschichte, Germanistik und alte Sprachen an den Universitäten von Jena, Berlin und Universität Kiel, wo er 1889 promoviert wurde. Anschließend arbeitete er als Hilfslehrer an verschiedenen Orten, darunter von 1898 bis 1900 in Otterndorf. In diesem Zeitraum verfasste er sein in zwei Bänden von 1900 bis 1902 erschienenes Hauptwerk Geschichte des Landes Wursten.
In Otterndorf übernahm Gustav von der Osten 1906 das Amt des Direktors der heutigen Johann-Heinrich-Voß-Schule. Am 15. Mai 1910 wurde ihm und seiner Frau Marie Böschen, Tochter eines Pastors in Mittelwarden, in Otterndorf der Sohn und spätere Kunsthistoriker Gert von der Osten geboren.
Während des Ersten Weltkrieges trat von der Osten 1915 das Amt des Direktors der Kaiserin-Auguste-Victoria-Gymnasiums in Linden vor Hannover an.
Gustav von der Osten engagierte sich als ein führendes Mitglied in dem im Jahr 1881 von Hermann Allmers gegründete Heimatbund der Männer vom Morgenstern. Ab 1921 leitete er als Vorsitzender den Heimatbund Niedersachsen.
Posthum wurde zu Ehren des Heimatpflegers ein Denkstein auf dem Stadtfriedhof Ricklingen aufgestellt.

## Schriften (Auswahl)
- Zur Verfassungs- und Verwaltungsgeschichte des Landes Wursten, Beilage zum Oster-Programm der Realschule zu Geestemünde, 53 Seiten, Geestemünde 1895
- Schmeelkes Besuch bei Salzmann in Schnepfenthal. Ein Beitrag zur deutschen Erziehungs- und Schulgeschichte, Otterndorf: Hottendorff, 1910
- Gustav von der Osten (Verf.), Robert Wiebalck (Mitarb.): Geschichte des Landes Wursten (= Jahrbuch der Männer vom Morgenstern Nr. 25 für 1930/31 und 1931/32), mit 2 Karten Beilagen und Zeichnungen von Wilhelm Frenssen, 2. neu bearbeitete und ergänzte Auflage, Wesermünde : Verlag der Männer vom Morgenstern, 1932